# Achipteria serrata
Achipteria serrata är en kvalsterart som beskrevs av Hirauchi och Aoki 1997. Achipteria serrata ingår i släktet Achipteria och familjen Achipteriidae. Inga underarter finns listade i Catalogue of Life.